# Kouřim (nádraží)
Kouřim je dopravna D3 (někdejší železniční stanice) ve východní části stejnojmenného města v okrese Kolín ve Středočeském kraji nedaleko říčky Výrovky. Leží na jednokolejné trati Pečky–Kouřim.

## Historie
Stanice vystavěná jakožto koncová stanice dle typizovaného stavebního vzoru byla otevřena 25. října 1881 společností Rakouské společnosti místních drah (ÖLEG) na odbočné trati (uzlová stanice Bošice) z úseku železnice z Peček, kudy od roku 1845 vedla dráha společnosti Severní státní dráha z Olomouce do Prahy, do Zásmuk. Ve stejném datu byla vyvedena dráha ze stanice do Kouřimi. Od roku 1887 vedla ze Zásmuk nákladní vlečka do Bečvár, ležících na trati mezi Kolínem a Ratajemi nad Sázavou, roku 1901 byla zprovozněna i pro osobní přepravu.
Roku 1884 převzala trať Rakouská společnost státní dráhy (StEG). Po zestátnění StEG v roce 1908 pak obsluhovala stanici jedna společnost, Císařsko-královské státní dráhy (kkStB), po roce 1918 pak správu přebraly Československé státní dráhy.

## Popis
Nachází se zde jedno jednostranné úrovňové nástupiště, k příchodu na nástupiště slouží přechody přes kolej.